# Livre de Dimma
Le Livre de Dimma est un évangéliaire enluminé du VIIIe siècle, copié en Irlande, à l'abbaye de Roscrea, typique de l'art hiberno-saxon,  et actuellement conservé au Trinity College de Dublin (MS 59). 

## Historique
L'origine de ce manuscrit est traditionnellement situé à Roscrea, au sein du monastère de saint Cronan de Roscrea (en) et son écriture est daté de la seconde moitié du VIIIe siècle. À la fin du Xe ou au début du XIe siècle, le nom du copiste original a été systématiquement gratté dans les colophons situés à la fin des évangiles de Matthieu, Marc et Jean, pour être remplacés par le nom de Dimma MacNathi. C'était un moyen de rattacher le manuscrit à la légende de Cronan. Cette dernière évoque le fait que le saint, qui a vécu au VIIe siècle, aurait confié la copie d'un évangéliaire à un certain Dimma et lui aurait demandé d'exécuter sa tâche en un seul jour. Le miracle aurait facilité par une intervention divine empêchant le soleil de se coucher pendant 40 jours. Seul le colophon situé à la fin de l'évangile de Luc n'a pas été altéré et contient le nom de Dianchride. Ce nom apparait dans une généalogie de la famille Uí Chorcrain qui possède une branche originaire du nord du comté de Tipperary, où se trouve Roscrea. Il est inséré dans un coffret (cumdach) au cours du XIIe siècle, modifié au cours des XIVe ou XVe siècles.
Parmi les propriétaires postérieurs, il appartient à William Meagher, prêtre catholique de Roscrea, puis à son descendant Philip Meagher, vicaire catholique de Nenagh. Ce dernier le prête au Dr Thomas Harrison qui le vend sans autorisation à Henry Monck Mason, bibliothécaire de l'académie de King's Inns (en) à Dublin, quelque temps avant 1816. Ce dernier le présente à l'Académie royale d'Irlande le 24 mai 1819. Il est acheté par la suite par Sir William Betham (en), avant 1826 et lui-même tente de le vendre aux enchères le 4 juillet 1830. Il cède finalement le manuscrit au Trinity College le 29 mars 1836 pour la somme de 150 ou 200 livres sterling,. 

## Description

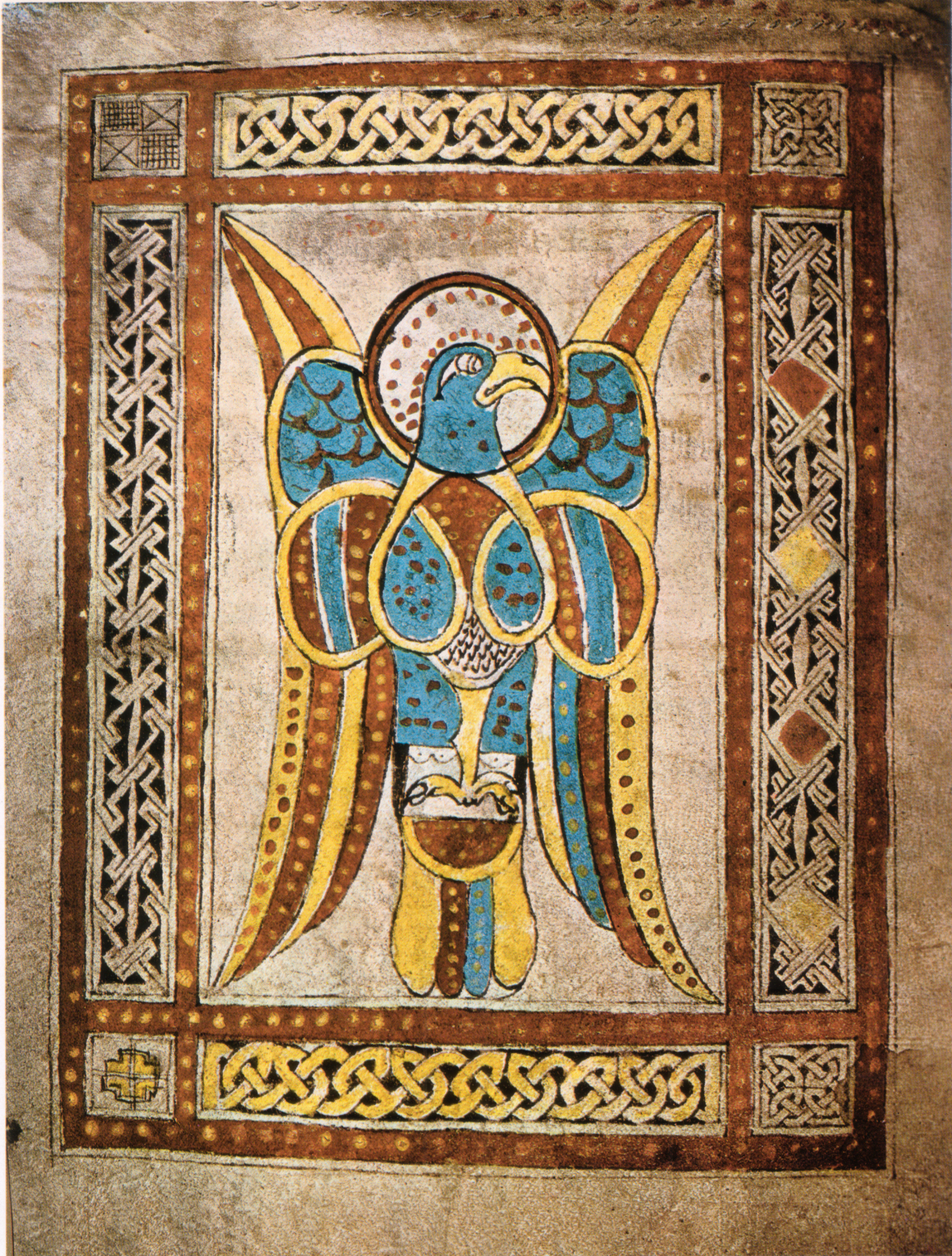
Symbole de Jean, f.104v.

Le manuscrit contient les textes suivant, écrits en minuscule irlandaise :
- L'évangile de Matthieu, p. 2-29
- L'évangile de Marc, p. 30-52
- L'évangile de Luc, p. 54-98
- L'évangile de Jean, p. 104-148

Aux pages 99-103, a été ajouté un texte de la liturgie pour l'administration du sacrement des malades « missa de infirmis », peut-être au cours du IXe siècle.
Il est décoré de 4 miniatures en pleine page : trois portraits d'évangélistes, saints Matthieu (p.2), Marc (p.30), Luc (p.54), ainsi que le symbole de Jean (p.104), l'aigle tenant un livre. Il comporte par ailleurs plusieurs grandes lettrines ornées au début de chaque texte : Li. et X. (p.3), Ini. (p.31), Q. (p.55), In P. (p.105) et Et d. (p.107).

## Le Cumdach

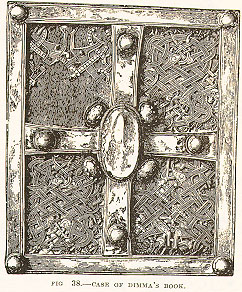
Reproduction du dessus du coffret du manuscrit

Le coffret de l'ouvrage, appelé Cumdach, a été fabriqué au cours du XIIe siècle : il est fait en bronze, argent et argent doré et décoré de perles de verre et de pierres bleues. Il conserve sa décoration d'animaux entrelacé dans le style de la croix de Cong, qui date de la même époque. La taille de la boite a probablement été réduite par la suite au cours des restaurations successives. Elle a en effet été modifiée à la fin du Moyen Âge, particulièrement sur le côté supérieur. Une inscription conserve la mémoire de cette modification : « Tadgh O’Carroll, roi d'Éile (fl. 1380-1407) m'a fait doré, Domnall Ua Cuanáin, m'a fait restaurer en dernier par Thomas l'orfèvre ». C'est peut-être de cette époque que date la crucifixion. Le côté gauche et supérieur sont décorés de lions rampant qui datent probablement de la même époque. L'arrière de la boite a été fortement modifiée au cours du XIXe siècle probablement à l'initiative de Monck Mason. 